# Джейран
Джейраните (Gazella subgutturosa) са вид едри бозайници от семейство Кухороги (Bovidae).
Обитават полупустинните и пустинни области на Централна Азия от Монголия до Каспийско море и на Югозападна Азия от Сирия и Йордания до Пакистан и от Йемен до Азербайджан. Извършват значителни сезонни миграции в търсене на пасища и вода. Днес броят на джейраните се оценява на около 130 хиляди екземпляра и те са смятани за уязвим вид.